# 중동과 세계화

## 중동과 세계화
중동 지역에서 세계화(아랍어: العولمة)의 의미는 일반적으로 서양을 비롯한 중동 외의 세계 한 지역에서 유래한 사상, 관습, 제도, 태도가 지구 전체에 퍼져 있는 것을 말한다. 이러한 이유로 대체로 세계화는 서구화와 동등한 것으로 인식되어 왔고 여전히 기회라기 보다는 외부 위협으로 널리 간주되고 있다. 중동에서 세계화의 10년은 끝없는 전쟁, 미국의 패권 침해, 새로운 경제적 의존과 계속되는 불안으로 특징지어졌다.[3] 세계화는 서양 승자들에게 이 지역에 대한 과도한 권력을 주고 격렬한 반세계화 투쟁을 일으킨 전쟁에 의해 중동으로 전파되었다. 일부 저자들이 주장하듯이, 그것은 이슬람 근본주의를 강화했고[4] 그것의 모호성으로 인해 모순되고 긴장된 상황을 만들었다. 세계화는 민주화의 자극이 아니라 장애물로 작용한 경우가 많았다.
대부분의 예상과 달리, 세계화의 과정은 매우 혼란스러웠으며 전 세계에 새로운 갈등, 적대행위, 배타성을 야기했다. 이제 야당 개인과 집단은 글로벌 통신망과 미디어 네트워크에 접속하여 세계문화와 정치에 참여할 수 있게 되었으며, 이러한 미디어를 통해 지역 투쟁과 반대 사상을 전파할 수 있게 되었다. 당초 세계화는 분쟁에서 사람들이 희생하고 싶지 않을 경제적 번영을 제공함으로써 평화지대를 확산시킬 것으로 기대되었다. 대신 미국의 대테러 운동과 함께 비인기적이고 불평등한 평화 조약의 구조적 조정의 시행은 더 많은 불안과 불안을 초래했다. 이것은 경제 자유화의 희생자들이 이슬람 반대 운동의 주요 구성 요소들 중 하나인 것처럼 보이기 때문에 연쇄 반응을 일으키는데 도움이 되었다.

## 세계화에 대한 중동의 관점

### 아랍과 무슬림 지식인들
중동에서는 문화적 정체성이 큰 가치를 지니고 있다. 이 때문에 아랍과 이슬람 지식인들은 세계화에 직면해 문화적 정체성과 독립성을 유지하는 것에 대해 깊은 우려를 나타냈으며, 특히 대부분이 그것을 미국화에 버금가는 것으로 보고 있다. 이슬람교도는 이슬람교가 신앙일 뿐만 아니라 법률일 뿐 아니라 경제적 거래, 결혼과 이혼, 그리고 국가의 문제 등 그들 삶의 모든 측면을 규제하는 '샤리아'이기 때문에 항상 그들의 종교에 대해 자랑스럽고 민감했다. 중동의 아랍어 사용과 영어/유럽어 사용 거부는 서구화에 대한 거부, 아랍어는 전형적으로 중동의 유일한 언어다. Fauzi Nazjar에 따르면, 아랍 지식인은 세계화에 대한 세 가지 다른 태도로 나뉜다.
첫 번째 그룹은 그것을 "제국주의의 최고 단계"와 그들의 문화유산과 국가 정체성을 위협하는 "문화 침략"이라고 거부하는 사람들로 구성되어 있다.
아랍 사상가들의 두 번째 그룹은 현대 과학, 첨단 기술, 글로벌 커뮤니케이션의 시대로서 세계화를 환영한다. 아랍-이슬람 문화 개성을 반드시 잃지 않고 '긍정적 기회'에서 이익을 얻기 위해 세계화와의 상호작용을 요구한다.
그가 말하는 세 번째 집단은 사람들의 국가적, 문화적 이익과 양립할 수 있는 세계화의 적절한 형태인 중간지대를 찾아야 한다고 주장한다.
세계화를 강력히 주장하는 소수파도 있다. 그들의 의견으로는, 세계화는 "시대의 논의"가 되었다. 이집트 철학과 교수인 푸아드 자카리야가 그들 중 한 명이다. 그는 세계화에 반대하는 사람들은 사실 그것의 의미와 의미를 완전히 이해하지 못하고 있으며, 그의 동포들에게 세계적인 차원에서만 다루어질 수 있는 특정한 문제들이 있다는 것을 상기시켜 준다고 주장한다.

### 지하디스트들
급진 이슬람주의자들은 세계화를 다르 알-이슬람(이슬람의 도메인)과 다르 알-쿠프르(불륜의 도메인)의 경계를 없애기 위한 새로운 시름으로 보고 있다. 세계화는 서양에서 이해한 바와 같이 인권이라는 이름으로 무제한의 자유를 가져오고, 서구 문명의 퇴폐의 구별되는 특성인 자유주의로 이어진다고 생각된다. 그러므로 종교와 평범한 문제나 종교와 국가를 분리할 수 없는 것은 저항과 경직성을 야기했고, 이것은 때때로 적과의 싸움을 위한 방어적인 요구로 절정에 이르렀다. 세계화에 고무된 세계화 단체들은 지금 그것에 맞서 싸우고 있다. 그들의 견해로는, 폭력이나 테러의 사용은 이슬람교도들이 서구의 거짓말을 꿰뚫어 볼 수 있게 하고, 겉보기에는 강력하지만 비겁한 서방이 이슬람 세계에서 후퇴하여 최후의 패배를 기다리게 할 것으로 추측된다. 이슬람 세계의 제국주의적 지배, 이스라엘에 대한 지원, 현재 이라크와 아프가니스탄의 침략으로 서방세계에 대한 이슬람의 공포와 증오가 심해져 '테러로 세계화를 본다'고 했다. 세계화는 이슬람을 깎아내리고, 이슬람교의 일상적인 '생각과 행동'에서 벗어나게 할 우려가 있다.인권, 자유, 민주주의는 서구 국가들, 특히 미국의 이익을 위해 봉사하는 권력의 숨겨진 도구로 인식된다.

## 세계화에 대한 반응
일부 저자들은 아랍 국가들 사이에서 세계화에 대한 일반적인 반응은 부정적인 혹은 방어적인 반응이었다고 주장한다. 거부의 핵심 원인은 서구 문화, 제도, 사상에 의한 이슬람 중동의 이전의 문화적 침투가 부족했기 때문일 것이다. 이런 맥락에서 세계화는 지배적이고 비토착적인 관점에 대한 투항의 한 형태로 보여졌다. 이슬람교는 자체 법령에 의해 지배되는 종교로서 세계화의 많은 요소들이 모순되는 대체적인 세계관을 발전시켰다. 그것은 때로는 서양의 영향력에 대항하여 문화 방어벽처럼 행동하고 그 결과 중동에서 유럽 언어의 사용을 제한하는 강력하고 응집력 있는 공동체를 가지고 있다. 세계화의 거부도 중동을 통치한 정치 체제 때문에 나타났다. 대부분 독재 정권인 중동 정권은 세계화에 맞서 살아남고 대규모 지원을 동원하는 방법을 배웠다. 억압과 선동주의는 반세계화가 아랍 국가와 이슬람을 방어하는 유일한 방법이라는 것을 대중들에게 납득시키기 위해 사용된 도구들 중 일부였다. 따라서 사람들은 민주주의, 자유 기업, 시민권, 인권과 같은 세계화의 요소들을 지지하지 않았다.
로저 스크루튼은 저서 '서구와 휴식: 세계화와 테러 위협'에서 세계화 과정을 통해 자신과 그 가치를 전 세계에 강요함으로써 서구는 다른 문화들 사이에 분쟁이 일어날 수 있는 여건을 조성하고 있다. 그것은 그 자체를 무시할 수 없게 만들었고 반 서방 운동과 국제 지하드의 바로 그 원인이 되었다. 세계화는 매우 자신만만하고 양립할 수 없는 두 가지 생각에 직면하게 되었고 지배권을 위한 싸움은 테러나 "세계화의 어두운 측면"으로 알려져 있는 것으로 바뀌었다.테러리즘은 특정 이념을 반영하기보다는 (현대 문명을 위한) 향수를 나타내며 근대화와 전통 사이의 충돌의 결과였다. 폭력적이긴 하지만, 테러 없는 세상이 가능해지면 스스로 변화해야 하는 파괴적인 제국주의적 국가 정책에 대한 용납할 수 없는 대응으로 볼 수도 있다. 빈 라덴의 알 카에다 네트워크는 나쁜 세계화와 기술의 변태적 사용을 나타내지만, 어떤 의미에서 알 카에다 지하드는 지역 문화와 전통에 지하드를 강요하는 맥월드[11]의 역 이미지로서, 자신의 이미지로 세상을 만들고 싶어한다. 알 카에다가 세계에 급진적인 이슬람을 강요하고, 서양의 이단 문화를 점령하고 파괴하는 것을 꿈꾸는 것처럼 맥도널드는 지역적이고 전통적인 식습관과 요리를 파괴하고, 그것들을 세계화되고 보편화된 메뉴로 대체하고 싶어한다.아랍의 대응에 대해 보다 균형 잡힌 견해는, 세계화가 통일된 반서방 블록을 만들기 보다는 이슬람 문명 안에서 이슬람교도들이 어떻게 현대화에 적응해야 하는가에 대한 큰 논쟁을 불러일으키고 있다는 것이다.이슬람교도들은 서방세계에 반하는 것 보다 이슬람의 단합을 재정립하고 서양의 기술과 과학을 이슬람에 통합하는 데 관심이 있다.

## 누가 누구에게 영향을 주는가?
세계화에 대한 중동 참여와 그 과정에서 누가 누구에게 영향을 미치고 있는지에 대한 상당한 논쟁이 있다. 일부 비평가들은 아랍 세계가 세계화에 반대하고 있다고 주장하는 반면, 다른 비평가들은 아랍 세계가 이전에 고립된 이슬람교도들의 광범위한 네트워크를 촉진함으로써 이슬람 근본주의를 강화했다고 생각한다. 이런 관점에서 중동은 그 원동력 중 하나로 간주될 수도 있다. 정보, 통신, 이동성의 증가가 이슬람 근본주의에 기여했지만 서구와는 다른 방식으로 작용했다. 후자는 더 많은 이윤을 창출하는 반면, 세계화된 사회에 대한 이슬람교도의 이상은 세계에 대한 그들의 정의를 촉진하기 위해 모든 이슬람교도의 네트워크 연결이다.
이슬람교도들이 자신들의 공동체를 강화하고 홍보하기 위해 세계화를 어떻게 사용하는지를 보여주는 한 예는 아부 바시르의 판결서에서 찾을 수 있는데, 그는 여기서 "필수품들은 금지된 것을 허용한다"라는 이슬람 원칙을 사용한다. 여기서 그는 이슬람교도들이 굶주림에서 벗어나기 위해 포도주를 마시거나 돼지고기를 먹을 수 있듯이, 그들은 또한 그들의 조국의 억압적인 정부로부터 자신들을 구하기 위해 서구 '인피델 국가'로 이주할 수 있다고 주장한다. 그는 더 나아가 '이민 또한 이슬람교도들을 강제하고 이교도들을 약화시키기 위해 허용된다'고 말했다. 이민의 목표 중 하나는 지하드의 의무의 부활과 이교도들에 대한 그들의 권력의 집행이다. 이민과 지하드는 함께 간다: 하나는 다른 것의 결과로서 그것에 의존한다. 하나의 지속은 다른 것의 지속에 달려있다.'
이런 관점에서 볼 때 세계화와 서구화는 더 이상 상대가 아니다. 이슬람교 운동은 그 자체로 세계화의 방향과 최종 결과에 영향을 미치는 원동력이다. 아마도 이 과정의 가장 중요한 결과들 중 하나는 "이슬람"과 "이슬람"이라는 단어가 의미하는 것에 대한 표준적인 이해를 만든 것이다. 세계화에 수반한 변화 이전에, 각 지역사회는 이슬람 메시지에 대한 그들만의 해석을 결정할 기회를 가졌지만, 지금은 보수적인 이슬람 단체들에 의해 규범들이 점점 더 많이 강요되고 있다.이런 상황을 볼 때, 이슬람 세계는 세계화에 반대하기 보다는 전혀 다른 방향으로 그 과정을 이끌어나가는 자신만의 방법을 찾은 것 같다. 그러므로, 세계화는 '많은 사람들에게 많은 것'을 의미한다.

## 쉽게 발생하는 테러리즘: 9.11 테러
조지 W 부시 대통령에 의해 '21세기의 첫 전쟁'으로 분류된 9월 11일의 경험은, 세계화 시대의 첫 번째 주요 전쟁으로 이 현상으로 인해 야기된 모순에 초점을 맞추게 되었다. 우리는 지금 우리가 살고 있는 세상을 분열시키고 통합시키는 극도로 복잡한 현상을 경험하고 있다. 이전에 단절되었던 세계의 일부 지역을 연결하는 동안, 그것은 또한 다른 지역을 무시하고 우회하며, 이와 함께 참가자들을 통합하는 동안 적을 만들어낸다. 상품, 기술, 돈, 아이디어의 유통은 무역과 여행뿐만 아니라 테러의 네트워크를 용이하게 한다. 비록 세계화 세력이 민주주의를 촉진시키기로 되어 있었지만 중동처럼 지역 및 세계 정치 갈등의 격화를 초래하는 경우가 많았다.
따라서 이 과정에서 발생한 기술적 성과, 자본 이동성, 자유 이동성 등을 통해 테러리즘은 이전에 없었던 방식으로 지역 불만을 표출하고 미국 권력의 핵심 상징물을 공격할 수 있게 되었다. 9/11의 경우, 알카에다는 전 세계적으로 연결되어 있고 네트워크로 연결된 사회의 예측할 수 없는 본성의 예를 제시했다. 힌네부쉬에 따르면, 중동에서 가장 많은 수의 국제 테러 사건을 목격했거나 미국이 점점 이러한 공격의 대상이 되고 있는 것은 우연이 아니다.오사마 빈 라덴과 그의 '아랍 아프간인'의 추종은 부분적으로 미국의 창조물이었고, 그들을 미국에 대항하게 한 것은 종교나 문화적 차이가 아니라 사우디 아라비아에 지속적으로 존재하는 것, 아랍 석유에 대한 그것의 인식된 지배력, 이라크 포위, 그리고 팔레스타인에 대한 이스라엘의 억압에 대한 지원이었다. 로라 과손은 자신의 저서에서 이 지역에서 미국의 패권주의의 역설적인 면을 지적한다. 군사적인 차원에서는 수정주의 국가들에 맞서 중동을 안정시키는 반면, 편향되고 불평등한 적용은 지역적 냄비를 끓어오르게 하는 사회 차원의 민족주의와 이슬람적 반응을 지속적으로 자극한다.
이전에는 접근이 불가능하거나 제한되었던 집단과 개인에게 강력하고 때로는 치명적인 새로운 기술을 이용할 수 있었기 때문에 세계 테러와 테러 사건이 가능했다. 대중교통이나 통신의 전통적인 수단들은 그랬으며, 언제라도 대량 살상 무기로 전환될 수 있고, 적어도 대중 테러는 약한 개인과 집단이 초강대국을 공격할 수 있는 비대칭적 전쟁의 상황을 만들어내고 있다. 이것은 공포와 불안의 일반적인 증가를 이끌었고 9월 11일은 아마도 세계화가 가져올 위험에 대한 가장 강력한 경고일 것이다: 신기술은 분노한 무능력한 사람들에게 대량 살상 기술을 부여한다.

## 미래의 세계화
서구의 이상은 필연적으로 전 세계에 전파될 것이며 루빈이 주장하듯이 세계화에 대한 가장 극단적인 거부조차도 그것이 사회에 침투하지 못한다는 것을 의미하지는 않는다. 외국의 영향력을 차단하려는 시도가 종종 성공하지 못한 이란이 그 좋은 예다. 그러나 이 두 가지 관점을 특징짓는 비호환성을 감안할 때 이슬람 테러리스트도 서방도 지적 타협을 할 수 없다.게다가 영미인의 이라크 침공과 점령은 그 지역에서 점진적인 변화가 일어날 기회를 억제했다. 사우디 아라비아뿐만 아니라 알제리, 이집트, 튀니지 국가들에서도 지난 몇 년 동안 자유가 가장 많이 줄어든 나라들에서도 전쟁 양극화 정권과 이슬람의 반대가 일어나고 있다. 따라서 2001년 9월 11일 테러공격에 이은 미국의 "테러와의 전쟁"이 더욱 양극화로 이어질 가능성이 높다.
서구의 존재 자체가 위협이라고 믿는 테러리스트들은 무시할 수 없는 적과 싸우기 위해 계속해서 폭력을 사용할 것이다. 세계화의 개념에 대한 그들의 이해는 높은 문맹률, 여성의 소외, 빈부격차, 부패한 권위주의 정권과 민주주의와 인권 부재와 같은 부정적인 요인에 의해 계속 영향을 받을 것이다.이슬람교와 민족주의 전선에 훨씬 더 강렬하고 체계적인 세뇌를 하는 것. 그 생각은 서양에서 공부한 학생들이 그들이 경험한 사회에 대한 거부감을 더욱 강화하기 위해 종종 집으로 돌아온다는 사실에 의해 지속된다. 그들은 서구 제도의 단점에 초점을 맞추고 자기 나라에서의 그런 사상이나 제도의 영향을 두려워할지도 모른다.

결론적으로, 한때 세계 최초의 진정한 글로벌 산업을 부채질했던 곳과 거대한 석유 매장량이 미국의 세계화 경향을 뒤집는 힘의 중심이 될 수도 있다. 좀 더 열린 사회는 민주주의, 자유 무역, 문화적, 사회적 교류뿐만 아니라 파괴와 폭력의 가능성을 열어주는 판도라의 상자가 되었다. 사실상, 국제적인 트래픽과 자본 흐름에 개방하기 위한 국가의 결정은 되돌릴 수 있으며, 세계화가 가져올 위협을 고려할 때 일어날 수 있다.

## 같이 보기
- 세계화
- 세계화의 비판
- 무슬림
- 알 카에다
- 9.11 테러
- 지하디즘